# Ла Ноу де Ґайя
La Nou de Gaya (La Nou de Gaià кат.) — муніципалітет в Іспанії, що розташований в каталонській комарці Тараґонес в провінції Тараґони. Згідно з опитуванням 2009 року, налічує 497 жителів.

## Історія
Перша документальна згадка датована 1011 роком, у документі про пожертву для замку Альбільяна. Починаючи з XI століття, Ла Ноу де Ґайя керувалось з Альтафуйї. У XIV ст. селищем керувала родина Requesens, яка 1472 року продала його родині Castellet. У XVII ст. селищем керувала родина Montserrat аж до кінця ери панівних родів.
До 1910-х років селище називалось Ла Ноу (La Nou), а згодом отримало сучасну назву — La Nou de Gaya. Протягом 1980-х муніципалітет міняє назву згідно з каталанським правописом — La Nou de Gaià.

## Культура
Церква на честь Святої Марії Маґдалени побудовано у XVIII ст. В часи тієї ж епохи будується замок баронів, так званих Чотирьох Башт, за його основу взято залишки церкви XII століття. Ця будівля вважається пам'яткою культури та історії.
У центрі поселення знаходиться пам'ятник Діві де лас Нієвес. Це робота скульптора Естакі Вайеса (Eustaqui Vallès), споруджена вона у 1966 році на заміну знищеному раніше пам'ятнику у стилі модернізму, що був споруджений 1936 року.

## Економіка
Основним видом економічної діяльності є сільське господарство, зокрема виноград. Іншими важливими сільськогосподарськими культурами в області є ліщина, зернові, оливки і саджанці. Тут працює сільськогосподарський кооператив, заснований 1963 року, який займається виробництвом і продажем вина.